# اورول (اوهایو)
اورول (به انگلیسی: Orwell) یک روستا در ایالات متحده آمریکا است که در شهرستان آشتابولا، اوهایو واقع شده‌است. اورول ۵٫۱۰ کیلومتر مربع مساحت و ۱٬۶۶۰ نفر جمعیت دارد و ۲۷۳ متر بالاتر از سطح دریا واقع شده‌است.